# Corruption (videogioco)
Corruption è un videogioco d'avventura testuale illustrata, sviluppato dalla Magnetic Scrolls e pubblicato dalla Rainbird nel 1988 per numerosi computer: Amiga, Amstrad CPC, Amstrad PCW, Apple II, Archimedes, Atari ST, Commodore 64, Mac OS, MS-DOS e ZX Spectrum. La storia riguarda un agente di cambio di Londra che viene coinvolto in un intrigo criminale.
Una conversione non ufficiale e non commerciale per Commodore 16 venne realizzata nel 1993. Un'edizione per ZX Spectrum Next aggiunge la grafica, altrimenti non presente nella versione ZX Spectrum originale.

## Trama
Corruption è un giallo ambientato nel mondo della finanza della City. Il protagonista, cinico e senza scrupoli, è Derek Rogers,  nuovo socio di David Rogers nell'agenzia di borsa Rogers & Rogers. David lo accompagna al suo primo giorno nel nuovo ufficio, un po' deludente rispetto alla nuova posizione, e poi si dilegua. Esplorando la sede della società Derek incontra vari personaggi tra cui la sua segretaria, l'avvocato Hughes, la donna delle pulizie, e trova anche l'autorimessa con la BMW a sua disposizione. Derek ha già degli appuntamenti in agenda e deve cercare di non mancarli o potrebbe perdersi importanti indizi.
Il giorno stesso Derek scopre una cospirazione ordita dal proprio socio per incolparlo di un reato che non ha commesso, riguardante l'insider trading. David e il suo complice Hughes, oltre che organizzare imbrogli in borsa, trafficano anche con la droga, e hanno fatto promuovere Derek al solo scopo di farne un capro espiatorio. Ora Derek rischia di finire in carcere per frode. Non può fidarsi di nessuno, nemmeno della propria moglie, infatti arriva a scoprire che lei lo tradisce proprio con David. Derek deve trovare in tempo le prove dell'intrigo per svelare i veri colpevoli alla polizia. Deve affrontare anche sicari che cercano di ucciderlo e una bomba piazzata nella sua BMW.

## Modalità di gioco
Corruption è un'avventura testuale solamente in inglese, dotata in alcune scene di illustrazioni grafiche statiche, disattivabili dal giocatore.
Le versioni Archimedes e Mac OS hanno grafica monocromatica. La versione ZX Spectrum è l'unica che non supporta affatto la grafica, ma è puramente testuale. La versione MS-DOS supporta la grafica solo con scheda EGA e sufficiente RAM.
L'interprete di linea di comando è avanzato e in grado di eseguire frasi complesse comprendenti aggettivi, avverbi e preposizioni.
Per alcuni comandi vengono accettate abbreviazioni di 1-2 lettere. Il tasto ESC permette di reinserire e modificare l'ultimo comando digitato, funzione utile ad esempio per correggere i propri errori di battitura.
Sui computer a 16 bit che supportano anche l'uso del mouse si dispone di menù a tendina per impartire alcuni comandi generali, come il salvataggio.
Il gioco si basa molto sulla raccolta di indizi più che sulla risoluzione di enigmi tipici delle avventure. L'interazione con gli altri personaggi è importante, anche più che in altri giochi del genere, rispetto alla manipolazione di oggetti. A questo scopo i comandi fondamentali sono ASK e TELL, ossia chiedi e parla a qualcuno riguardo (ABOUT) un certo argomento. È notevole la presenza del comando FOLLOW (seguire), per pedinare automaticamente un personaggio mentre svolge le sue attività in vari luoghi.
La partita inizia alle 9:00 e ogni mossa del giocatore consuma 1 minuto del tempo nel mondo del gioco, visualizzabile come orologio. Si può usare un comando per aspettare e far scorrere gli eventi anche senza fare mosse, ma stando attenti a non perdere troppo tempo prezioso.
In tutto l'avventura comprende circa 50 luoghi, 28 illustrazioni e 30 personaggi, con 15 dei quali è possibile interagire attivamente. Viene attribuito un punteggio ai progressi del giocatore e in caso di partita perfetta il massimo è 200 punti.

## Materiali
La confezione originale comprende un manuale cartaceo principale fatto di fogli forati nello stile delle agende Filofax, contenente istruzioni e consigli anche sotto forma di appunti a penna del protagonista.
Il gioco in tutte le versioni è su floppy, ma è inclusa un'audiocassetta da ascoltare separatamente. La cassetta contiene conversazioni in inglese tra il protagonista e il socio e una colonna sonora. Le registrazioni durano in tutto circa 20 minuti. I dialoghi sono effettivamente importanti perché danno contributi per la risoluzione del gioco.
È allegata inoltre una fiche, in riferimento al gioco d'azzardo al casinò, che ha una parte nel gioco.

## Accoglienza
Le aspettative su Corruption erano elevate dato che la Magnetic Scrolls aveva già avuto successo con avventure testuali come The Pawn o Guild of Thieves.
Anche stavolta il successo di critica non mancò e il gioco ottenne dalla stampa di settore praticamente sempre recensioni buone o molto buone, in tutte le sue versioni più diffuse.
Ai premi Golden Joystick Awards 1988 Corruption vinse nella categoria Miglior avventura nelle versioni per computer a 8 bit, mentre arrivò secondo sui computer a 16 bit.
Ai premi Tilt d'Or 1988 della rivista francese Tilt e di Canal+ vinse nella categoria miglior avventura in inglese.